# 10-я воздушная армия (СССР)
10-я воздушная армия (10 ВА) — оперативное формирование (объединение, воздушная армия) Фронтовой авиации, предназначенное для решения боевых задач (ведения боевых действий) во взаимодействии (в совместных операциях) с другими видами Вооружённых Сил СССР, а также проведения самостоятельных воздушных операций.

## История создания
10 ВА сформирована 15 августа 1942 года на базе ВВС 25-й армии Дальневосточного фронта приказом командующего ДВФ № 00142 от 31 июля 1942 на основании приказа НКО СССР № 00152 от 27 июля 1942 года.

## Преобразование
- 10-я воздушная армия 10 января 1949 года переименована в 29-ю воздушную армию[1].
- 1 апреля 1957 года объединена с 54-й воздушной армией и вошла в состав 1-й Краснознамённой воздушной армии

## Дислокация
С 15 августа 1942 года по 10 января 1949 года штаб армии дислоцировался в городе Хабаровск.

## В составе
| Объединение                   | Период                  | Примечание                           |
| ----------------------------- | ----------------------- | ------------------------------------ |
| Дальневосточный фронт         | 15.08.1942 — 05.08.1945 | —                                    |
| 2-й Дальневосточный фронт     | 05.08.1945 — 10.09.1945 | —                                    |
| Дальневосточный военный округ | 10.09.1945 — 20.02.1949 | переименована в 29-ю воздушную армию |
| Дальневосточный военный округ | 20.02.1949 — 01.04.1957 | объединена с 54-й воздушной армией   |

## Командование армии
Командующие
- полковник, с 17.10.42 г. генерал-майор авиации В. А. Виноградов. Период нахождения в должности 27.07.42 — 16.09.44;
- полковник Д. Я. Слобожан. Период нахождения в должности 16.09.44 — 19.05.45;
- генерал-полковник авиации П. Ф. Жигарев[2]. Период нахождения в должности 19.05.45 — 02.04.1946;
- Генерал-лейтенант авиации Н. Ф. Папивин. Период нахождения в должности 25.05.1946 — 12.01.1949.

Начальники штаба
Начальник штаба 10-й воздушной армии (период в В/Д):
- генерал-майор авиации Н. А. Петров (05.08.1942 — 13.01.1943);
- полковник Н. К. Пынеев (13.01.1943 — 21.03.1945);
- генерал-майор авиации С. А. Лаврик (март 1945 г. — до конца советско-японской войны).

Заместители командующего по политической части (до 9.10.1942 — военный комиссар)
- полковой комиссар М. В. Мельник, с 20.12.1942 — полковник (27.07.1942 — 16.12.1944);
- полковник С. К. Фёдоров (16.12.1944 — сентябрь 1945).

## Состав
| - управление армии, штаб — Хабаровск; - 29-я истребительная авиационная дивизия: - управление дивизии - Хабаровск - 7-й истребительный авиационный полк - Гаровка - 534-й истребительный авиационный полк - Переясловка - 911-й истребительный авиационный полк - Матвеевка - 53-я дальнебомбардировочная авиационная дивизия: - управление дивизии - Комсомольск - 303-й дальнебомбардировочный авиационный полк - 32-й разъезд - 444-й дальнебомбардировочный авиационный полк - Падали - 445-й дальнебомбардировочный авиационный полк - передислоцировался из ЗабФ - 902-й тяжёлобомбардировочный авиационный полк - Литовка - 83-я бомбардировочная авиационная дивизия: - управление дивизии - 10-й участок - 308-й истребительный авиационный полк - Бирское - 540-й бомбардировочный авиационный полк - 10-й участок - 782-й бомбардировочный авиационный полк - Сита и Обор - 254-я смешанная авиационная дивизия: - управление дивизии - Биробиджан - 300-й истребительный авиационный полк - Жёлтый Яр - 301-й истребительный авиационный полк - Бирофельд - 581-й бомбардировочный авиационный полк - 34-й км - 253-я смешанная авиационная дивизия: - управление дивизии - Лазарево - 73-й штурмовой авиационный полк - Лазарево - 139-й штурмовой авиационный полк - Бабстово - 302-й истребительный авиационный полк - Бабстово - 7-й отдельный разведывательный авиационный полк - Хабаровск - и другие формирования, служб: связи, охраны, аэродромные и так далее. В июле 1945 года в армию был включены - 18-й авиационный корпус - 296-я истребительная авиационная дивизия - 96-я штурмовая авиационная дивизия - 128-я смешанная авиационная дивизия - 255-я смешанная авиационная дивизия |

| - управление армии, штаб — Хабаровск; - 18-й авиационный корпус - Куйбышевка - 296-я истребительная авиационная дивизия - 14-й истребительный авиационный полк - 529-й истребительный авиационный полк - 534-й истребительный авиационный полк - 583-й истребительный авиационный полк - 96-я штурмовая авиационная дивизия - 264-й штурмовой авиационный полк - 398-й штурмовой авиационный полк - 973-й штурмовой авиационный полк - 777-й истребительный авиационный полк - 140-я дальнеразведывательная авиационная эскадрилья - 28-я отдельная корректировочно-разведывательная авиационная эскадрилья - 91-я отдельная авиационная эскадрилья связи - 565-я отдельная авиационная эскадрилья связи - 83-я бомбардировочная авиационная дивизия - 128-я смешанная авиационная дивизия - 255-я смешанная авиационная дивизия - 253-я штурмовая авиационная дивизия - 29-я истребительная авиационная дивизия - 254-я истребительная авиационная дивизия - 7-й отдельный разведывательный авиационный полк - 411-й корректировочно-разведывательный авиационный полк - 344-й транспортный авиационный полк - и другие формирования, служб: связи, охраны, аэродромные и так далее. |

| - управление армии, штаб — Хабаровск; - 2-й смешанный авиационный корпус - 32-я истребительная авиационная дивизия - 190-я истребительная авиационная дивизия - 6-й бомбардировочный авиационный корпус - 326-я бомбардировочная авиационная Тарнопольская ордена Кутузова дивизия - 334-я бомбардировочная авиационная Ленинградская Краснознаменная ордена Суворова дивизия - 17-й смешанный авиационный корпус - 29-я истребительная авиационная дивизия - 255-я смешанная авиационная дивизия - 18-й смешанный авиационный корпус - 83-я бомбардировочная авиационная дивизия - 96-я штурмовая авиационная дивизия - 128-я смешанная авиационная дивизия - и другие формирования, служб: связи, охраны, аэродромные и так далее. |

| - управление армии, штаб — Хабаровск; - 2-й смешанный авиационный корпус - 32-я истребительная авиационная дивизия - 254-я истребительная авиационная дивизия - 53-й смешанный авиационный корпус - 222-я истребительная авиационная дивизия - 159-я штурмовая авиационная дивизия - 243-я бомбардировочная авиационная дивизия - 76-й бомбардировочный авиационный корпус - 52-я бомбардировочная авиационная дивизия - 162-я бомбардировочная авиационная дивизия - 95-я смешанная авиационная дивизия - 110-я смешанная авиационная дивизия - и другие формирования, служб: связи, охраны, аэродромные и так далее. |

| - управление армии, штаб — Хабаровск; - 53-й смешанный авиационный корпус - 222-я истребительная авиационная дивизия - 159-я штурмовая авиационная дивизия - 243-я бомбардировочная авиационная дивизия - 76-й бомбардировочный авиационный корпус - 52-я бомбардировочная авиационная дивизия - 162-я бомбардировочная авиационная дивизия - 163-я бомбардировочная авиационная дивизия - 254-я истребительная авиационная дивизия - 110-я смешанная авиационная дивизия - и другие формирования, служб: связи, охраны, аэродромные и так далее. |

## Боевые действия
В августе — начале сентября 1945 года армия в составе 2-го Дальневосточного фронта участвовала в Сунгарийской операции, в ходе которой прикрывала сосредоточение соединений и частей 15-й армии, поддерживала высадку десанта кораблями Амурской военной флотилии в городе Фуюань, затем наступление войск на Цицикарском направлении. Усилиями 18-го корпуса сорваны железнодорожные перевозки противника.
Ряд соединений армии выполнял боевые задачи в ходе Южно-Сахалинской и Курильской операций. За период боевых действий 10-я воздушная армия произвела около 3297 самолёто-вылетов.

### Участие в операциях
- Маньчжурская стратегическая наступательная операция:
  - Сунгарийская операция с 9 августа 1945 года по 2 сентября 1945 года.
  - Южно-Сахалинская операция с 11 августа 1945 года по 25 августа 1945 года.
  - Курильская десантная операция с 18 августа 1945 года по 1 сентября 1945 года.

## Награды и почётные наименования
За успешное выполнение заданий командования 7 соединений получили почётные наименования, 13 частей награждены орденами, более 2 тыс. воинов удостоены орденов и медалей.
| - 398-й штурмовой авиационный полк награждён орденом «Боевого Красного Знамени» - 534-й истребительный авиационный полк за образцовое выполнение заданий командования в боях против японских войск на Дальнем Востоке при форсировании рек Амур и Уссури, овладении городами Цзямусы, Мэргень, Эйаньчжэнь, южной половиной острова Сахалин, а также островами Сюмусю и Парамушир из гряды Курильских островов и проявленные при этом доблесть и мужество Указом Президиума Верховного Совета СССР от 14 сентября 1945 года награждён орденом «Боевого Красного Знамени» - 583-й истребительный авиационный полк за образцовое выполнение заданий командования в боях против японских войск на Дальнем Востоке при форсировании рек Амур и Уссури, овладении городами Цзямусы, Мэргень, Эйаньчжэнь, южной половиной острова Сахалин, а также островами Сюмусю и Парамушир из гряды Курильских островов и проявленные при этом доблесть и мужество Указом Президиума Верховного Совета СССР от 14 сентября 1945 года награждён орденом «Красной Звезды». - 888-й истребительный авиационный полк за образцовое выполнение заданий командования в боях против японских войск на Дальнем Востоке при форсировании рек Амур и Уссури, овладении городами Цзямусы, Мэргень, Эйаньчжэнь, южной половиной острова Сахалин, а также островами Сюмусю и Парамушир из гряды Курильских островов и проявленные при этом доблесть и мужество 14 сентября 1945 года Указом Президиума Верховного Совета СССР награждён орденом Красного Знамени. - 903-й бомбардировочный авиационный полк за образцовое выполнение заданий командования в боях против японских войск на Дальнем Востоке при форсировании рек Амур и Уссури, овладении городами Цзямусы, Мэргень, Эйаньчжэнь, южной половиной острова Сахалин, а также островами Сюмусю и Парамушир из гряды Курильских островов и проявленные при этом доблесть и мужество 14 сентября 1945 года Указом Президиума Верховного Совета СССР награждён орденом Красной Звезды. - 610-й истребительный авиационный полк за образцовое выполнение заданий командования в боях против японских войск на Дальнем Востоке при форсировании рек Амур и Уссури, овладении городами Цзямусы, Мэргень, Эйаньчжэнь, южной половиной острова Сахалин, а также островами Сюмусю и Парамушир из гряды Курильских островов и проявленные при этом доблесть и мужество 14 сентября 1945 года Указом Президиума Верховного Совета СССР награждён орденом Красного Знамени. - 79-й бомбардировочный авиационный полк за образцовое выполнение заданий командования в боях против японских войск на Дальнем Востоке при форсировании рек Амур и Уссури, овладении городами Цзямусы, Мэргень, Эйаньчжэнь, южной половиной острова Сахалин, а также островами Сюмусю и Парамушир из гряды Курильских островов и проявленные при этом доблесть и мужество 14 сентября 1945 года Указом Президиума Верховного Совета СССР награждён орденом Красной Звезды. - 307-й истребительный авиационный полк за образцовое выполнение заданий командования в боях с японскими войсками на Дальнем Востоке при форсировании рек Амур и Уссури, овладении городами Цзямусы, Мэргень, Эйаньчжэнь, южной половиной острова Сахалин, а также островами Сюмусю и Парамушир из гряды Курильских островов и проявленные при этом доблесть и мужество Указом Президиума Верховного Совета СССР 14 сентября 1945 года награждён орденом Красной Звезды. - 528-й истребительный авиационный полк за образцовое выполнение заданий командования в боях с японскими войсками на Дальнем Востоке при форсировании рек Амур и Уссури, овладении городами Цзямусы, Мэргень, Эйаньчжэнь, южной половиной острова Сахалин, а также островами Сюмусю и Парамушир из гряды Курильских островов и проявленные при этом доблесть и мужество Указом Президиума Верховного Совета СССР 14 сентября 1945 года награждён орденом Красного Знамени. - 300-й истребительный авиационный полк 14 сентября 1945 года за образцовое выполнение заданий командования в боях против японских войск на Дальнем Востоке при форсировании рек Амур и Уссури, овладении городами Цзямусы, Мэргень, Эйаньчжэнь, южной половиной острова Сахалин, а также островами Сюмусю и Парамушир из гряды Курильских островов и проявленные при этом доблесть и мужество Указом Президиума Верховного Совета СССР награждён орденом Красной Звезды. - 912-й истребительный авиационный полк 14 сентября 1945 года за образцовое выполнение заданий командования в боях против японских войск на Дальнем Востоке при форсировании рек Амур и Уссури, овладении городами Цзямусы, Мэргень, Эйаньчжэнь, южной половиной острова Сахалин, а также островами Сюмусю и Парамушир из гряды Курильских островов и проявленные при этом доблесть и мужество Указом Президиума Верховного Совета СССР награждён орденом Красного Знамени. |

| - 29-й истребительной авиационной дивизии присвоено почётное наименование «Амурская» - 96-й штурмовой авиационной дивизии присвоено почётное наименование «Амурская» - 128-й смешанной авиационной дивизии присвоено почётное наименование «Курильская» - 253-й штурмовой авиационной дивизии присвоено почётное наименование «Амурская» - 254-й истребительной авиационной дивизии присвоено почётное наименование «Амурская» - 255-я смешанная авиационная дивизия удостоена почётного наименования «Сахалинская» - 296-й истребительной авиационной дивизии присвоено почётное наименование «Хинганская» |

## Благодарности Верховного Главнокомандующего
- За отличные боевые действия в боях с японцами на Дальнем Востоке[7]